# Buchonomyiinae
Buchonomyiinae (лат.) — подсемейство двукрылых семейства комаров-звонцов.

## Описание
Комары преимущественно чёрного цвета. Первый членик усиков без щетинок. Жгутик усика состоит из 14 члеников. Глаза голые. Простые глазки отсутствуют. Щупики 5-члениковые. Наличиник покрыт многочисленными щетинками. Щиток с несколькими поперечными рядами щетинок. Мембрана крыла покрыта ланцетовидными щетинками или микротрихиями. Костальная жилка достигает места впадения последней радиальной жилки в край крыла. Радиальная жилка R2+3 отсутствует. Ноги и брюшко жёлтые или тёмно коричневые. На лапках пульвиллы уменьшены или отсутствуют, эмподий короткий. На брюшке передний край тергитов и стернитов налегает на предшествующие сегменты.

## Экология
Особенности экологии слабо изучены. Личинки вида Buchonomyia thienemanni найдены в домиках ручейников на мелководных участках рек с каменистым или песчаным дном. Этот вид считается индикатором β-мезосапробной зоны. Является, вероятно, паразитом ручейников.

## Классификация
В мировой фауне один современный род и два вымерших.
- Buchonomyia Fittkau, 1955[1]
- † Dungeyella Jarzembowski et al., 2008[4]
- † Furcobuchonomyia Baranov et al., 2017[5]

## Распространение
Подсемейство распространено в северном полушарии: в Европе, Северной Африке, Центральной Америке, Иране и Мьянме.

## Палеонтология
Ископаемые представители подсемейства известны из янтаря мелового периода с острова Уайт (Великобритания). Возраст самых древних находок датируется 130 - 125,45	 млн лет.